# Guerra de ídolos

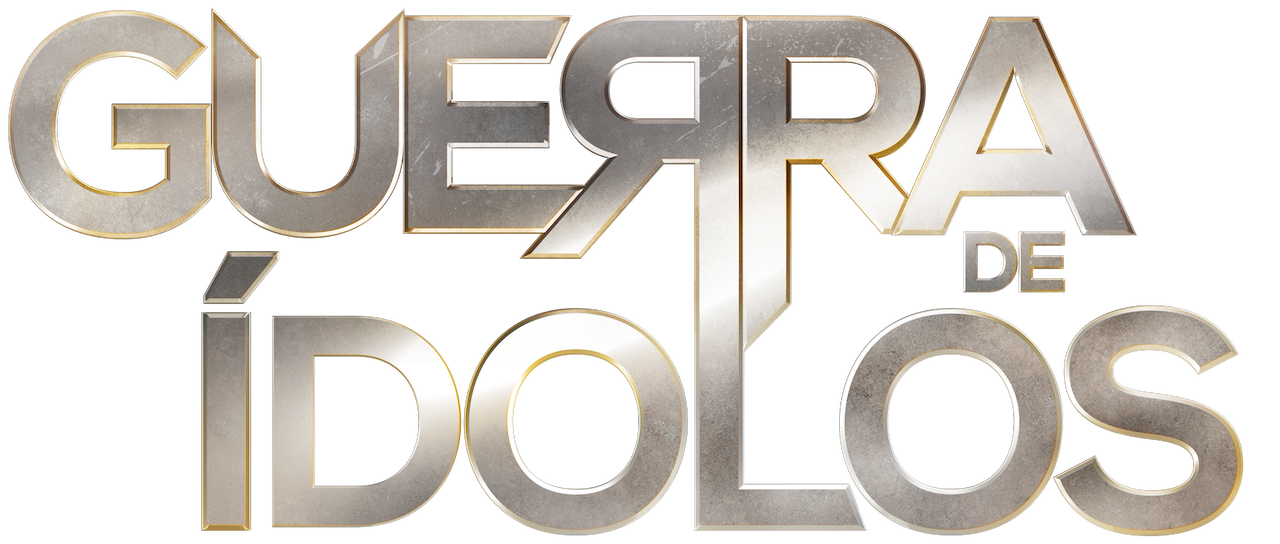
Logotipo da telenovela norte-americana criada por Mariano Calasso e produzida pelos Estudios Teleméxico e Fox Telecolombia para a Telemundo em 2017

Guerra de ídolos é uma telenovela americana criada por Mariano Calasso para a Telemundo. É a primeira telenovela musical de Telemundo que tocará o gênero de Música do Norte. É registrado no México.
Protagonizada por Alberto Guerra, María León, Sheryl Rubio e Daniel Elbittar. e antagonizada por Alejandro de la Madrid, Juan Pablo Medina e José María Torre.
No Brasil é exibido pela Netflix.

## Sinopse
A série segue a história da família Solar, e a superestrela Daniel Elbittar, Julio Cesar Solar, um ídolo regional da música mexicana. Uma história de traição, rivalidade, amor e busca de fama a qualquer custo. Situado em um mundo de ranchos impressionantes, festas, jatos particulares e estúdios de gravação, "Guerra de Idolos" mostra a vida daqueles que gerenciam e controlam o negócio de música latina nos EUA de costa a costa.

## Elenco
- Alberto Guerra - Mateo Solar[9]
- María León - Manara Matamoros[10]
- Daniel Elbittar - Julio César Solar[11]
- Alejandro de la Madrid - Rafael Zabala
- Juan Pablo Medina - Amado Matamoros
- José María Torre - Isaac Solar
- Erika de la Rosa - Selva Treviño
- Sheryl Rubio - Julia Matamoros[12]
- Marco Treviño - Moisés Solar
- Fabiola Campomanes - Itzel Paz de Zabala
- Carmen Beato - Celestina de Solar
- Vince Miranda - Valentín Vargas
- Alejandro Speitzer - Nicolás Zabala Paz
- Sofía Lama - Gilda Solar[13]
- Claudio Lafarga - Lorenzo Treviño
- Fernando Carrera - Ernesto Zabala
- Ximena Ayala - Agustina Osorio
- Adolfo Arias - Gabriel Treviño
- Viviana Serna - Belinda Guerrero
- Manuel Balbi - David
- Pedro Capó - Dylan Rodríguez
- Christian Pagán - Cristian León[14]
- Luis Figueroa - Diego Deniro
- Alex Garza - Leticia Bravo
- Eduardo Tanus - Santiago Zabala Paz
- Alex Brizuela - Bianco
- Juliana Galvis - "La Davis"
- Esteban Soberanes - Chalino Andrade
- Ricardo Ezquerra - Fierro
- Pamela Almaza - Guillermina Sanders
- Fabián Pazzo - Básico Vargas
- Aarón Balderi - Lucho Lacalle
- Tata Ariza - Gisela
- Evelyn Cedeño - Lila
- Patricia Bermúdez - Sabrina
- María Adelaida Puerta - Bárbara Montoya
- Ale Müller - Azul Montoya
- Alejandro Marquina - Renzo Campos
- Edison Ruiz - Alexis Garza